# Женская сборная Непала по волейболу
Женская национальная сборная Непала по волейболу (непальск. नेपाल महिला राष्ट्रिय भलिबल टोली, англ. Nepal women's national volleyball team) — представляет Непал на международных волейбольных соревнованиях. Управляющей организацией выступает Волейбольная ассоциация Непала (англ. Nepal Volleyball Association.

## История
Волейбольная ассоциация Непала образована в 1976 году. С 1980 — член ФИВБ и AКВ.
До 2017 года женская сборная Непала по волейболу принимала участие только в региональных соревнованиях Южной Азии. В 1999 году на проходивших в Непале Южноазиатских играх хозяйки соревнований стали призёрами этих комплексных региональных спортивных соревнований, заняв 3-е место. Это был первый официальный турнир для женской волейбольной национальной команды Непала.
Следующий раз женский волейбол был включён в программу Игр в 2006 году в Шри-Ланке и в волейбольном турнире непальские волейболистки повторили свой бронзовый успех 7-летней давности. В первом же матче команда Непала потерпела крупное поражение от сборной Индии 0:3, набрав в третьей партии всего одно очко. Следующий поединок против сборной Шри-Ланки волейболистки Непала также проиграли в трёх сетах, но в игре за бронзовые медали одержали победу над командой Мальдивской Республики 3:1.
В декабре 2014 года в Непале прошёл первый чемпионат Южной Азии с участием пяти команд региона. Соревнования состояли из кругового турнира и сборная Непала заняла 2-е место, уступив только сборной Индии и переиграв команды Шри-Ланки, Мальдивской Республики и Бангладеш
В феврале 2016 года в Индии прошли очередные Южноазиатские игры, в программу которых был возвращён женский волейбол. Первоначально на турнире планировалось участие 6 женских сборных, но из-за отказа команды Афганистана предварительная группа с участием Непала включила лишь две команды и в единственном матче этой группы непальские волейболистки потерпели поражение от Шри-Ланки 0:3. Тем не менее сборная Непала вышла в полуфинал, где также в трёх партиях проиграла Индии, но в матче за бронзу уверенно победила команду Мальдивской Республики 3:0 (25:20, 25:14, 25:13). Этого успеха женская сборная Непала добилась под руководством иранского тренера Хамида Мовахеди, который в начале 2016 года возглавил сразу две волейбольные сборные страны — мужскую и женскую.
В январе 2017 года женская сборная Непала впервые приняла участие в отборочном турнире чемпионата мира 2018. В 1-м раунде азиатской квалификации сборные стран-членов AVC (по рейтингу не прошедшие напрямую в основную стадию отбора) были разделены на три зоны. В одной из них — Центральноазиатской — в столице Мальдивской Республики Мале 27-29 января сошлись сборные Мальдивской Республики, Ирана и Непала. Уверенную победу одержали иранские волейболистки, обыгравшие обоих соперников со счётом 3:0. Команда Непала стала 2-й, победившая хозяек также со счётом 3:0, но из дальнейшей борьбы за попадание на мировое первенство выбыла. Интересно, что по сравнению с предыдущим официальным турниром (Южноазиатскими играми 2016) игровой состав национальной команды Непала полностью остался прежним. Изменения коснулись лишь тренерского штаба. Наставником сборной вновь стал местный специалист Судеш Кумар Римал.
В ноябре 2019 года в столице Бангладеш Дакке прошёл первый чемпионат Центральноазиатской зональной ассоциации Азиатской конфедерации волейбола, в котором приняли участие сборные Непала, Киргизии, Мальдивской Республики, Бангладеш и Афганистана. За явным преимуществом победив всех своих соперников, непальские волейболистки выиграли свои первые золотые награды на официальном турнире. В начале декабря того же года на Южноазиатских играх, проходивших в Непале, хозяйки игровой площадки уверенно дошли до финала волейбольного турнира соревнований, где лишь в пяти сетах уступили лидерам волейбола региона — сборной Индии.  

## Результаты выступлений и составы

### Чемпионаты мира
- 2018 — не квалифицировалась

- 2018 (квалификация): Уша Кумари Биста, Копила Упрети, Сарасвати Чаудхари, Небика Чаудхари, Аруна Шахи, Бинита Будхатхок, Маниша Чаудхари, Решма Бхандари, Манджу Гурунг, Камала Пун, Пратибха Мали, Крипа Адхикари. Тренер — Судеш Кумар Римал.

### Азиатские игры
Сборная Непала участвовала в одном волейбольном турнире Азиатских игр.
- 2022 — 11-е место

- 2022: Нирута Тхагунна, Сарасвати Чаудхари, Аруна Шахи, Уша Бхандари, Камана Биста, Сангам Махато, Сафия Пун, Пратибха Мали, Пунам Чанд, Кабита Бхатта, Салина Шрестха, Джанаки Бхандари. Тренер — Ян де Брандт.

### Южноазиатские игры
- 2-е место — 2019.
- 3-е место — 1999, 2006, 2016.

- 2016: Бинита Будхатхок, Манджу Гурунг, Небика Чаудхари, Пратибха Мали, Сарасвати Чаудхари, Уша Кумари Биста, Копила Упрети, Маниша Чаудхари, Решма Бхандари, Аруна Шахи, Камала Пун, Крипа Адхикари. Тренер — Хамид Мовахеди.
- 2019: Нирута Тхагунна, Сарасвати Чаудхари, Сунита Кхадка, Аруна Шахи, Уша Кумари Биста, Джанаки Бхандари, Решма Бхандари, Хира КС, Камала Пуна, Пратибха Мали, Пунам Чанд, Сафия Пун, Уша Бхандари, Салина Шрестха. Тренер — Джагдиш Прасад Бхатта.

### Чемпионат Южной Азии
- 2-е место — 2014.
- 2014: Бинита Будхатхок, Рамила Тандукар, Манджу Гурунг, Небика Чаудхари, Пратибха Мали, Сарасвати Чаудхари, Уша-Кумари Биста, Копила Упрети, Маниша Чаудхари, Решма Бхандари, Аруна Шахи, Сушила Тхапа, Джиоти Чаудхари, Камала Пун. Тренер — Судеш Кумар Римал.

### Чемпионат CAZA[4]
- 2019 —  1-е место
- 2021 —  1-е место
- 2023 —  3-е место
- 2024 —  2-е место

- 2019: Нирута Тхагунна, Сарасвати Чаудхари, Сунита Кхадка, Аруна Шахи, Уша Кумари Биста, Джанаки Бхандари, Решма Бхандари, Камала Пуна, Пратибха Мали, Пунам Чанд, Сафия Пун, Салина Шрестха. Тренер — Джагдиш Прасад Бхатта.

## Состав
Сборная Непала в соревнованиях 2023 года (Кубок CAVA, Азиатские игры)
| №  | Имя, фамилия       | Год рождения | Рост | Амплуа      | Клуб                  |
| -- | ------------------ | ------------ | ---- | ----------- | --------------------- |
| 1  | Нирута Тхагунна    | 1998         | 168  | нападающая  | «Трибхуван Арми Клаб» |
| 2  | Шантикала Таманг   | 1994         |      | либеро      | NPC                   |
| 3  | Сарасвати Чаудхари | 1995         | 181  | нападающая  | APF                   |
| 4  | Пуджа Тхару        | 2000         |      | нападающая  | APF                   |
| 5  | Аруна Шахи         | 1994         | 173  | связующая   | «Нью-Даймонд»         |
| 6  | Уша Бхандари       | 2003         |      | нападающая  | NPC                   |
| 7  | Камана Биста       | 1999         |      | нападающая  | NPC                   |
| 9  | Сангам Махато      | 1997         |      | центральная | «Трибхуван Арми Клаб» |
| 10 | Сафия Пун          | 1996         | 174  | центральная | «Трибхуван Арми Клаб» |
| 11 | Пратибха Мали      | 2001         | 174  | нападающая  | «Нью-Даймонд»         |
| 12 | Пунам Чанд         | 2001         | 173  | нападающая  | NPC                   |
| 13 | Кабита Бхатта      | 1998         |      | центральная | APF                   |
| 14 | Прагати Натх       | 2004         |      | связующая   | «Нью-Даймонд»         |
| 16 | Рима Кунвар        | 2000         |      | нападающая  | «Нью-Даймонд»         |
| 18 | Салина Шрестха     | 1998         | 146  | либеро      | «Нью-Даймонд»         |
|    | Джанаки Бхандари   | 1995         | 172  | связующая   | «Трибхуван Арми Клаб» |

- Главный тренер —  Ян де Брандт.